# Kegelgrab
Als Kegelgrab wurde eine Grabform der Bronzezeit bezeichnet, die zu den Hügelgräbern zählt.

## Beschreibung
Die Kegelgräber sind über dem Erdboden aufgeschüttete, halbkugelförmige, selten flach kegelförmige, mit Rasen bedeckte Erdhügel (Tumuli), die einzeln oder in Gruppen liegen. Eine große Anzahl dieser Grabhügel ist im westlichen Ostseeraum erhalten, wo sie ab dem ersten Viertel des 19. Jahrhunderts systematisch ergraben und untersucht wurden. Man fand darin Grabbeigaben aus Bronze, goldene Ziergegenstände und steinerne Urnen.

## Forschungsgeschichte
Johann Friedrich Danneil grenzte als Ergebnis seiner Grabungen in der Altmark um 1820 die Kegelgräber klar von den steinernen „Hünengräbern“ und späteren Grabformen und deren Beigaben aus Eisen ab. Er kam dadurch zu einer Periodisierung der Vorgeschichte, die nach den gleichzeitigen Untersuchungen des Dänen Christian Jürgensen Thomsen anhand von Fundstücken als Dreiperiodensystem (Steinzeit – Bronzezeit – Eisenzeit) bezeichnet wurde. Der mecklenburgische Altertumsforscher Georg Christian Friedrich Lisch, der 1874 auch über die Kegelgräber von Neuzapel berichtete, nannte die gesamte Periode der Bronzezeit „Zeit der Kegelgräber“, im Gegensatz zur vorangegangenen „Zeit der Hünengräber“ und der nachfolgenden „Zeit der Wendengräber“ mit Grabbeigaben aus Eisen. Lisch gilt daher ebenso wie Danneil als einer der Mitbegründer eines Dreiperiodensystems. Heute werden diese Perioden vielfach unterteilt und in regionale Kulturen differenziert.
Der Begriff Kegelgrab wurde seit dem Beginn des 20. Jahrhunderts von den Archäologen immer seltener verwendet, da sich eine reine Kegelform bei den Grabhügeln kaum finden lässt. Es sind meist rundliche Kuppen mit einer Höhe zwischen 1,5 und 0,9 Metern. Bei den Ausgrabungen zeigt sich jedoch oft, dass der ursprüngliche Durchmesser, erkennbar an den Einfassungssteinen, im Verhältnis zu der anzunehmenden ursprünglichen Höhe gering ist, also eine relativ steile Böschung angenommen werden kann. Es stellte sich aber heraus, dass die Kulturen, die diese Gräber anlegten, nicht so einheitlich waren, wie von den frühen Forschern angenommen worden war, als die Grabform allgemein den Germanen zugeschrieben wurde. Die kulturellen Entwicklungen über den langen Zeitraum der Bronzezeit und regionale Unterschiede konnten mit den groben Untersuchungsmethoden des 19. Jahrhunderts, die vorwiegend auf spektakuläre Funde aus waren, nicht festgestellt werden. Deshalb wird der Begriff Kegelgrab heute nicht mehr als gattungsbildend angesehen, sondern steht meist als Synonym für Hügelgrab. Traditionell wird die Bezeichnung noch für Hügelgräber beispielsweise in Mecklenburg-Vorpommern und Brandenburg verwendet.

## Beispiele aus Mecklenburg
- Vier Kegelgräber wurden in der Feldmark des Ortes Peckatel im Landkreis Ludwigslust-Parchim ausgegraben. Im Jahre 1843 wurde nach dem Fund eines Armreifs aus Gold im zweitgrößten Hügel der Gruppe der Kultwagen von Peckatel entdeckt.[4]
- Der Trüllingsberg bei Gagzow liegt eine Anlage, die auch als „Kegelgrab von Gagzow“ bekannt wurde.